# Parstleswand
Die Parstleswand, auch Portleswand, ist ein 3096 m ü. A. hoher Gipfel in den Ötztaler Alpen in Tirol. Sie erhebt sich im von der Verpeilspitze ostwärts ziehenden Kamm, der das Loobachtal vom Plangeroßtal trennt, beides westliche Seitentäler des Pitztales. Das Aussehen des Berges ist je nach Perspektive sehr unterschiedlich: Von der Kaunergrathütte im Südwesten ist der Gipfel mit seiner Schrofenflanke sehr unscheinbar. Von Osten gesehen, besonders vom Mittelberglessee, ist der Gipfel mit seiner steilen Nordflanke sehr auffällig und stiehlt der deutlich höheren Verpeilspitze die Schau. Der Hauptgipfel ist mit dem etwa 400 Meter östlich liegenden Nebengipfel (3085 m ü. A.) durch einen nur wenige Höhenunterschiede aufweisenden, teilweise recht schmalen und ausgesetzten Grat verbunden.

## Anstiege
Der einfachste Anstieg führt von der Kaunergrathütte zunächst östlich auf einem markierten Wanderweg zum Steinbockjoch. Im Frühsommer kann die Querung von Schneefeldern hier allerdings Eisausrüstung erfordern. Vom Joch steigt man auf dem breiten Rücken nördlich in Richtung des westlichen Hauptgipfels, teilweise sind Wegspuren vorhanden, es existieren dabei mehrere Anstiegsvarianten. Von der Kaunergrathütte ist der Gipfel in einer Stunde erreichbar.
Insbesondere von Norden existieren weitere recht schwierige Anstiege. Die etwa 300 Meter hohe Nordwand weist Kletterschwierigkeiten des IV. Grads auf, vom Einstieg sind hierfür 3 Stunden zu veranschlagen. Die Nordwand wurde 1930 von W. Maresch und J. Egner erstmals durchstiegen.